# Donald Johnston
Donald Henrie Johnston (Arlington, 30 settembre 1899 – 4 agosto 1984) è stato un canottiere statunitense.

## Palmarès

### Olimpiadi
- 1 medaglia:
  - 1 oro (Anversa 1920 nell'otto)